# Boris Bandov
Boris Bandov (Livno, 23 novembre 1953) è un ex calciatore jugoslavo naturalizzato statunitense, di ruolo difensore, centrocampista e attaccante.

## Carriera

### Club
Nativo di Livno, nella Repubblica Socialista di Bosnia ed Erzegovina in Jugoslavia, emigra negli Stati Uniti d'America.
Dopo essersi formato calcisticamente nella selezione calcistica della San Jose State University, nel 1974 viene ingaggiato dai neonati S.J. Earthquakes, franchigia della NASL, nei quali militò sino all'anno seguente. Con i Quakes otterrà come miglior piazzamento il raggiungimento dei quarti di finale nella stagione 1974.
Nella stagione 1976 passa ai Seattle Sounders, con cui raggiunse i quarti di finali del torneo, perdendo contro i futuri finalisti del Minnesota Kicks.
La stagione seguente passa ai T.B. Rowdies, con cui l'anno dopo raggiunge la finale, pur non venendo impiegato, del torneo persa contro i N.Y. Cosmos.
Nel 1979 passa proprio ai Cosmos, con cui vincerà due edizioni della NASL, nel 1980 e 1982, giocando nel secondo successo anche la finale del torneo contro i Sounders.
Nella stagione 1983 è in forza al Team America, con cui non supera la fase a gironi.
Nel 1984 viene ingaggiato dai Ft. Lauderdale Sun, squadra della neonata United Soccer League. Con i Sun, divenuti nel 1985 South Florida Sun, vinse entrambe le edizioni della lega.
Contemporaneamente e successivamente al calcio, si dedicò anche all'indoor soccer, vincendo con gli Earthquakes la stagione NASL indoor 1975.

### Nazionale
Naturalizzato statunitense, ha giocato tra il 1976 ed il 1983 trentatré incontri con la nazionale di calcio degli Stati Uniti d'America, segnando due reti, tra cui la prima all'esordio nel pareggio esterno per 1-1 contro il Canada il 24 settembre 1976.

## Statistiche

### Cronologia presenze e reti in Nazionale
| Cronologia completa delle presenze e delle reti in nazionale ― Stati Uniti | Cronologia completa delle presenze e delle reti in nazionale ― Stati Uniti | Cronologia completa delle presenze e delle reti in nazionale ― Stati Uniti | Cronologia completa delle presenze e delle reti in nazionale ― Stati Uniti | Cronologia completa delle presenze e delle reti in nazionale ― Stati Uniti | Cronologia completa delle presenze e delle reti in nazionale ― Stati Uniti | Cronologia completa delle presenze e delle reti in nazionale ― Stati Uniti | Cronologia completa delle presenze e delle reti in nazionale ― Stati Uniti |
| Data                                                                       | Città                                                                      | In casa                                                                    | Risultato                                                                  | Ospiti                                                                     | Competizione                                                               | Reti                                                                       | Note                                                                       |
| -------------------------------------------------------------------------- | -------------------------------------------------------------------------- | -------------------------------------------------------------------------- | -------------------------------------------------------------------------- | -------------------------------------------------------------------------- | -------------------------------------------------------------------------- | -------------------------------------------------------------------------- | -------------------------------------------------------------------------- |
| 24-9-1976                                                                  | Vancouver                                                                  | Canada                                                                     | 1 – 1                                                                      | Stati Uniti                                                                | Qual. Mondiali 1978                                                        | 1                                                                          |                                                                            |
| 3-10-1976                                                                  | Los Angeles                                                                | Stati Uniti                                                                | 0 – 0                                                                      | Canada                                                                     | Qual. Mondiali 1978                                                        | -                                                                          |                                                                            |
| 15-10-1976                                                                 | Puebla de Zaragoza                                                         | Messico                                                                    | 3 – 0                                                                      | Stati Uniti                                                                | Qual. Mondiali 1978                                                        | -                                                                          |                                                                            |
| 20-10-1976                                                                 | Seattle                                                                    | Stati Uniti                                                                | 2 – 0                                                                      | Canada                                                                     | Qual. Mondiali 1978                                                        | -                                                                          |                                                                            |
| 10-11-1976                                                                 | Port-au-Prince                                                             | Haiti                                                                      | 0 – 0                                                                      | Stati Uniti                                                                | Amichevole                                                                 | -                                                                          |                                                                            |
| 12-11-1976                                                                 | Port-au-Prince                                                             | Haiti                                                                      | 0 – 0                                                                      | Stati Uniti                                                                | Amichevole                                                                 | -                                                                          |                                                                            |
| 14-11-1976                                                                 | Port-au-Prince                                                             | Haiti                                                                      | 0 – 0                                                                      | Stati Uniti                                                                | Amichevole                                                                 | -                                                                          |                                                                            |
| 22-12-1976                                                                 | Port-au-Prince                                                             | Stati Uniti                                                                | 0 – 3                                                                      | Canada                                                                     | Qual. Mondiali 1978                                                        | -                                                                          |                                                                            |
| 15-9-1977                                                                  | San Salvador                                                               | El Salvador                                                                | 1 – 2                                                                      | Stati Uniti                                                                | Amichevole                                                                 | -                                                                          |                                                                            |
| 18-9-1977                                                                  | Città del Guatemala                                                        | Guatemala                                                                  | 3 – 1                                                                      | Stati Uniti                                                                | Amichevole                                                                 | -                                                                          |                                                                            |
| 25-9-1977                                                                  | Città del Guatemala                                                        | Guatemala                                                                  | 2 – 0                                                                      | Stati Uniti                                                                | Amichevole                                                                 | -                                                                          |                                                                            |
| 27-9-1977                                                                  | Monterrey                                                                  | Messico                                                                    | 3 – 0                                                                      | Stati Uniti                                                                | Amichevole                                                                 | -                                                                          |                                                                            |
| 30-9-1977                                                                  | Monterrey                                                                  | El Salvador                                                                | 0 – 0                                                                      | Stati Uniti                                                                | Amichevole                                                                 | -                                                                          |                                                                            |
| 6-10-1977                                                                  | Washington                                                                 | Stati Uniti                                                                | 1 – 1                                                                      | Cina                                                                       | Amichevole                                                                 | -                                                                          |                                                                            |
| 10-10-1977                                                                 | Atlanta                                                                    | Stati Uniti                                                                | 1 – 0                                                                      | Cina                                                                       | Amichevole                                                                 | -                                                                          |                                                                            |
| 16-10-1977                                                                 | San Francisco                                                              | Stati Uniti                                                                | 2 – 1                                                                      | Cina                                                                       | Amichevole                                                                 | -                                                                          |                                                                            |
| 3-9-1978                                                                   | Reykjavík                                                                  | Islanda                                                                    | 0 – 0                                                                      | Stati Uniti                                                                | Amichevole                                                                 | -                                                                          |                                                                            |
| 6-9-1978                                                                   | Lucerna                                                                    | Svizzera                                                                   | 2 – 0                                                                      | Stati Uniti                                                                | Amichevole                                                                 | -                                                                          |                                                                            |
| 20-9-1978                                                                  | Setúbal                                                                    | Portogallo                                                                 | 1 – 0                                                                      | Stati Uniti                                                                | Amichevole                                                                 | -                                                                          |                                                                            |
| 2-5-1979                                                                   | East Rutherford                                                            | Stati Uniti                                                                | 0 – 6                                                                      | Francia                                                                    | Amichevole                                                                 | -                                                                          | 32’                                                                        |
| 7-10-1979                                                                  | Hamilton                                                                   | Bermuda                                                                    | 1 – 3                                                                      | Stati Uniti                                                                | Amichevole                                                                 | 1                                                                          | Uscita                                                                     |
| 10-10-1979                                                                 | Parigi                                                                     | Francia                                                                    | 3 – 0                                                                      | Stati Uniti                                                                | Amichevole                                                                 | -                                                                          |                                                                            |
| 26-10-1979                                                                 | Budapest                                                                   | Ungheria                                                                   | 0 – 2                                                                      | Stati Uniti                                                                | Amichevole                                                                 | -                                                                          |                                                                            |
| 29-10-1979                                                                 | Dublino                                                                    | Irlanda                                                                    | 3 – 2                                                                      | Stati Uniti                                                                | Amichevole                                                                 | -                                                                          |                                                                            |
| 4-10-1980                                                                  | Dudelange                                                                  | Lussemburgo                                                                | 0 – 2                                                                      | Stati Uniti                                                                | Amichevole                                                                 | -                                                                          | Uscita                                                                     |
| 7-10-1980                                                                  | Lisbona                                                                    | Portogallo                                                                 | 1 – 1                                                                      | Stati Uniti                                                                | Amichevole                                                                 | -                                                                          |                                                                            |
| 25-10-1980                                                                 | Fort Lauderdale                                                            | Stati Uniti                                                                | 0 – 0                                                                      | Canada                                                                     | Qual. Mondiali 1982                                                        | -                                                                          |                                                                            |
| 1-11-1980                                                                  | Vancouver                                                                  | Canada                                                                     | 2 – 1                                                                      | Stati Uniti                                                                | Qual. Mondiali 1982                                                        | -                                                                          |                                                                            |
| 23-11-1980                                                                 | Fort Lauderdale                                                            | Stati Uniti                                                                | 2 – 1                                                                      | Messico                                                                    | Qual. Mondiali 1982                                                        | -                                                                          |                                                                            |
| 21-3-1982                                                                  | Port of Spain                                                              | Trinidad e Tobago                                                          | 1 – 2                                                                      | Stati Uniti                                                                | Amichevole                                                                 | -                                                                          |                                                                            |
| 8-4-1983                                                                   | Port-au-Prince                                                             | Haiti                                                                      | 0 – 2                                                                      | Stati Uniti                                                                | Amichevole                                                                 | -                                                                          | Uscita                                                                     |
| Totale                                                                     |                                                                            | Presenze                                                                   | 33                                                                         |                                                                            | Reti                                                                       | 2                                                                          |                                                                            |

## Palmarès

### Calcio
- Campionato NASL: 2

New York Cosmos: 1980, 1982
- United Soccer League: 2

South Florida Sun: 1984, 1985

### Indoor soccer
- NASL Indoor: 1

San Jose Earthquakes: 1975